# Walmes de Souza
Walmes de Souza, född 14 september 1976, är en friidrottare från Brasilien. Han deltog vid olympiska sommarspelen 1996.